# Canly
Canly ist eine französische Gemeinde mit 743 Einwohnern (Stand: 1. Januar 2022) im Département Oise in der Region Hauts-de-France. Sie gehört zum Arrondissement Compiègne und zum Kanton Estrées-Saint-Denis. 

## Geografie
Die Gemeinde Canly liegt sechs Kilometer westsüdwestlich der Innenstadt von Compiègne. Umgeben wird Canly von den Nachbargemeinden Arsy im Norden, Jonquières im Osten, Longueil-Sainte-Marie und La Fayel im Süden sowie Grandfresnoy im Westen. Durch das Gemeindegebiet von Canly führt die Autoroute A1.

## Bevölkerung
| Jahr                       | 1962 | 1968 | 1975 | 1982 | 1990 | 1999 | 2006 | 2012 | 2021 |
| -------------------------- | ---- | ---- | ---- | ---- | ---- | ---- | ---- | ---- | ---- |
| Einwohner                  | 597  | 513  | 535  | 625  | 635  | 683  | 756  | 800  | 746  |
| Quellen: Cassini und INSEE |      |      |      |      |      |      |      |      |      |

## Sehenswürdigkeiten

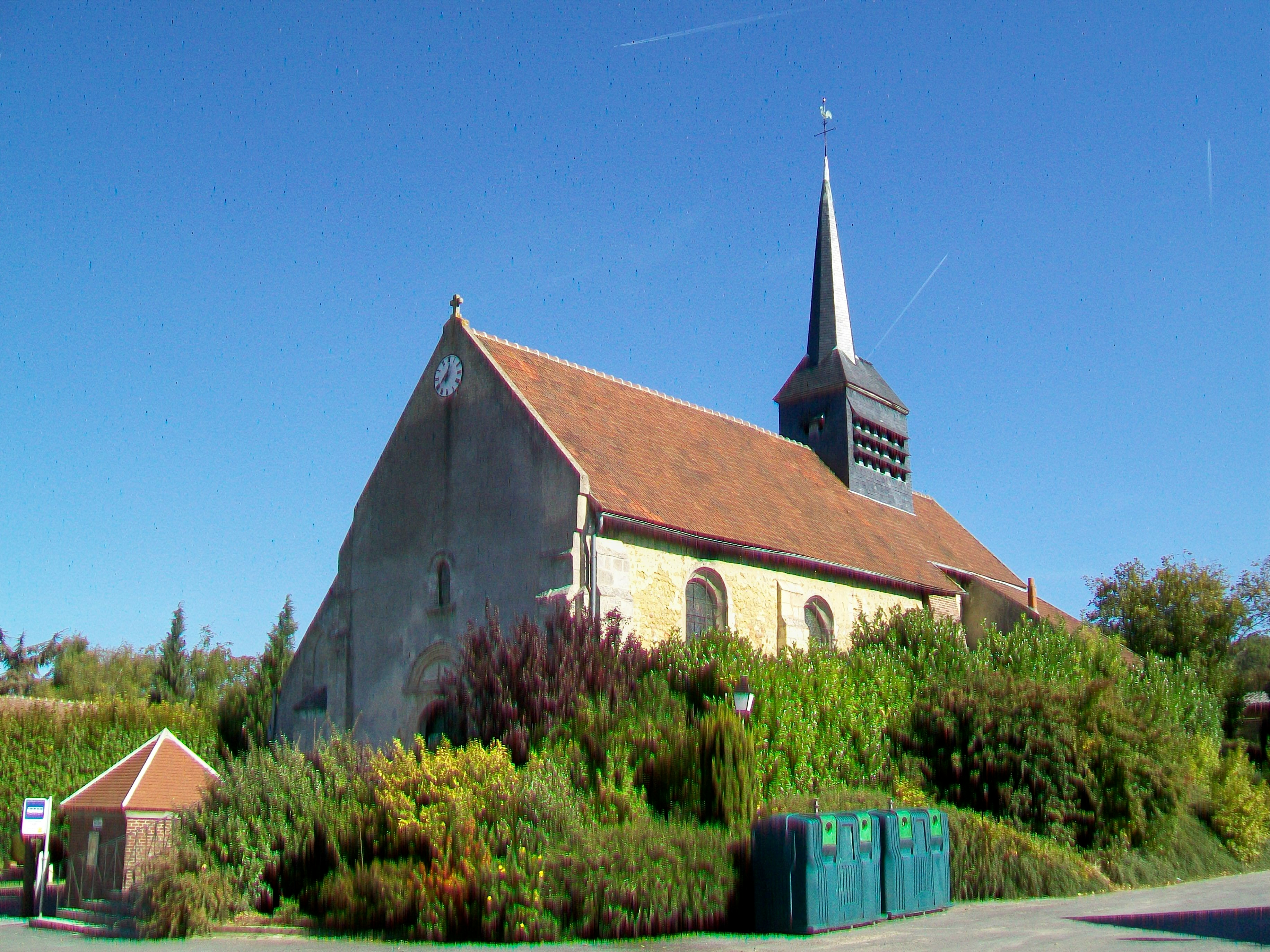
Kirche Saint-Martin
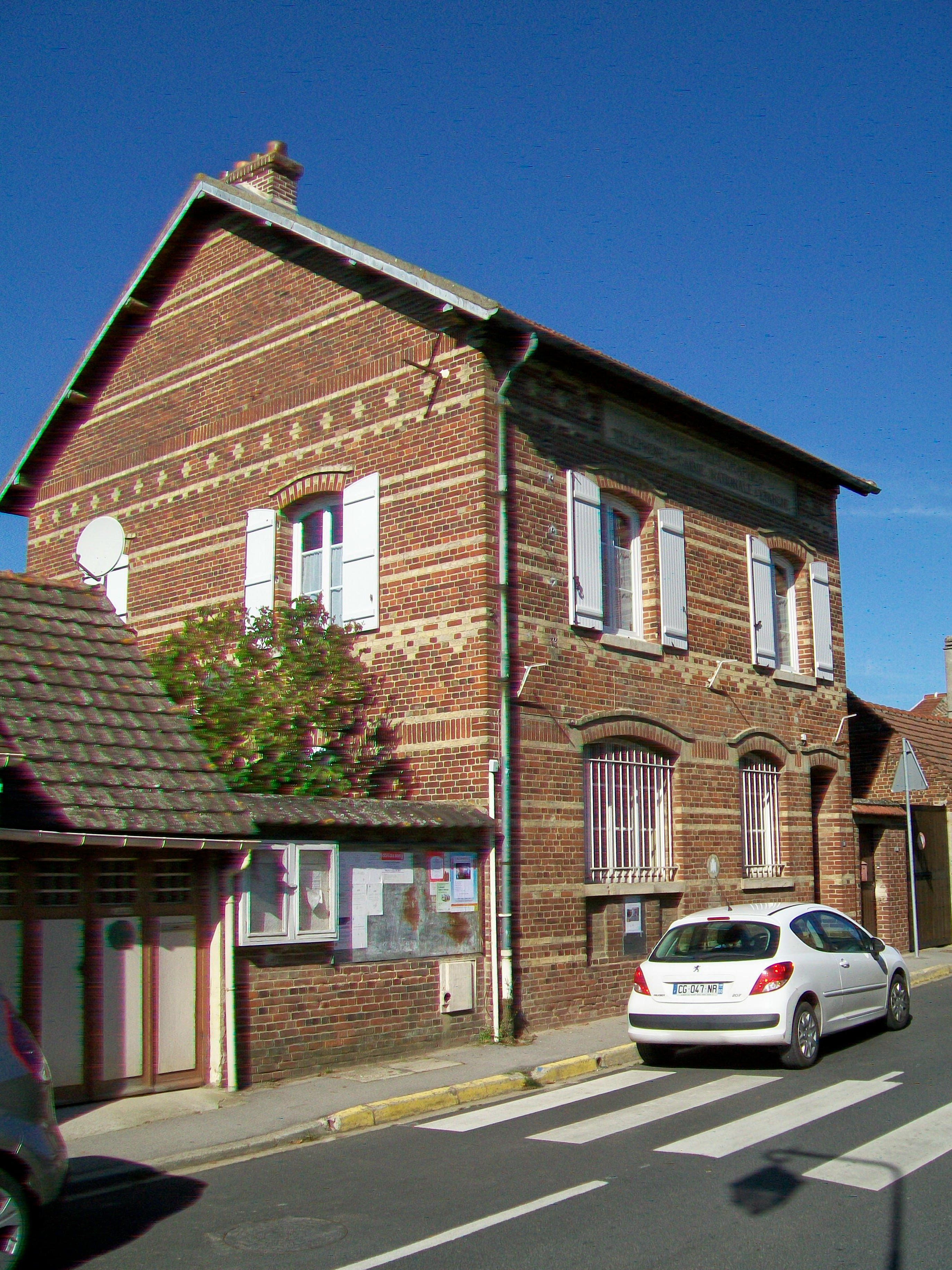
Ehemaliges Postamt
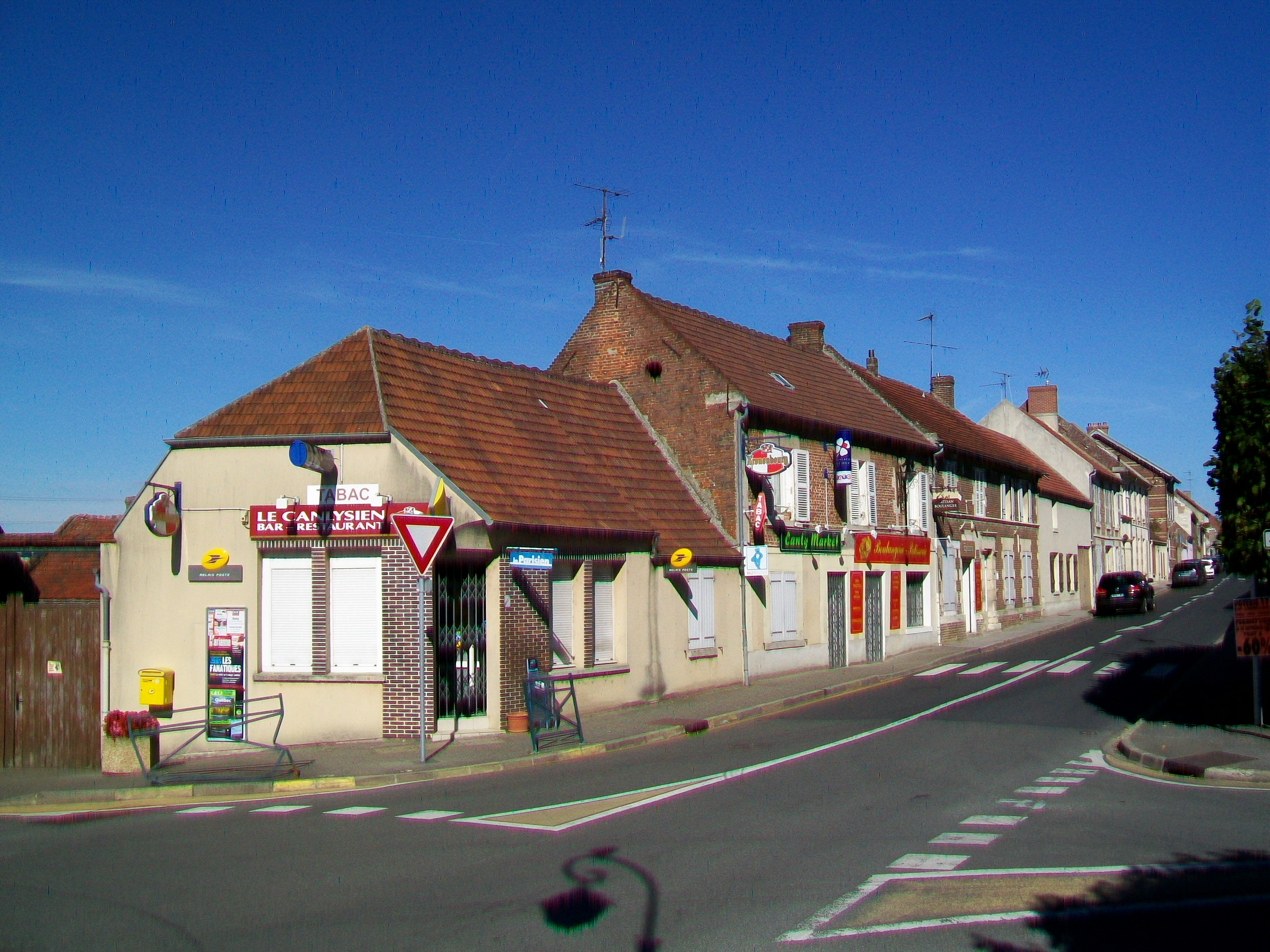
Rue de Jonquières
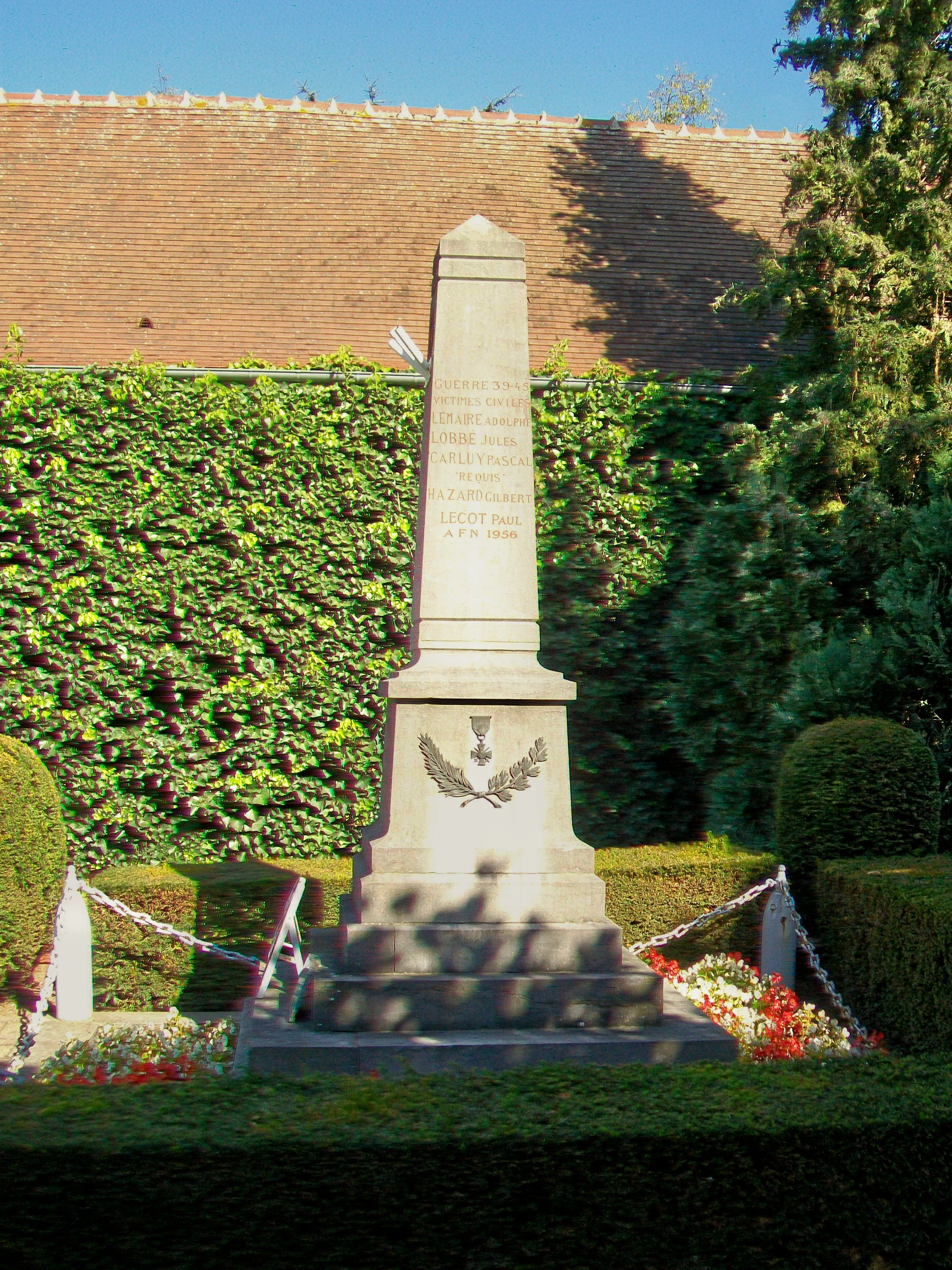
Gefallenendenkmal

- Kirche Saint-Martin
- Ehemaliges Postamt
- Rue de Jonquières
- Gefallenendenkmal